# غوردون نورتن
غوردون نورتن هو متسابق يخت كندي، ولد في 2 نوفمبر 1924 في تورونتو في كندا، وتوفي في 18 يونيو 2018.

## وصلات خارجية
- غوردون نورتن على موقع أوليمبيديا (الإنجليزية)
- غوردون نورتن على موقع اللجنة الأولمبية الكندية (الإنجليزية)